# امبرائر فنوم ۳۰۰
امبرائر فنوم ۳۰۰ (به انگلیسی: Embraer Phenom 300) یک هواپیمای ساختِ امبرائر در کشور برزیل است که در سال ۲۰۰۸ ساخته شد. این هواپیما ظرفیت حمل مسافر تا ۱۱ نفر را دارد.